# 役夫工米
役夫工米（やくぶくまい/やくぶたくまい）とは、中世日本において、20年に1度行われた伊勢神宮の式年遷宮の造営費用として諸国の公領・荘園に課された臨時課税で臨時雑役の一つである。正式には造大神宮役夫工米・伊勢神宮役夫工米と呼ばれていた。

## 概要
律令制度の下では伊勢神宮の式年遷宮の役夫は伊勢国・尾張国・美濃国・三河国・遠江国から徴発され、同地の国司・郡司のうちから1名が率いて造営事業にあたった。また、造営にかかる費用及び役夫の食料などは神郡・神田・神戸からの神税や官衙・国衙からの出費によって賄われていた。ところが、10世紀以後、役夫や神税の徴収が困難となっていき、11世紀の後期（確認できるものでは、嘉保2年（1095年）の内宮遷宮・承徳元年（1097年）の外宮遷宮）以後、造営経費及び役夫に代わる代米を一国平均役として大宰府管内以外の全ての地域を対象に賦課されるようになった（大宰府管内諸国には宇佐八幡宮遷宮（33年に1度）の造営負担が課されていたため、対象から外されていた）。
伊勢神宮に設置されていた造宮使から諸国に派遣された催使・役夫工使（多くは神宮の神官）が、国衙が作成した配符を元にして現地の在庁官人とともに徴収にあたった（現地の実情の知る在庁官人が実際の徴収においては主たる役割を果たした）。各国の役夫工米の負担は中央で決定された額が割り当てられてその弁済責任を国司が負ったことや神宮の神官が直接徴収に関与したことでより厳しい徴収が行われたことから、荘園領主や現地の荘官や荘民の激しい抵抗を受けた。荘園側も朝廷などに働きかけて役夫工米免除の宣旨を獲得して徴収に対抗する場合もあった。
鎌倉時代に入ると幕府や守護が徴収に関与するようになり、また銭納化が進んだ。室町時代に入ると朝廷に代わって幕府が役夫工米の徴収・免除の決定権を掌握するようになった。だが、幕府権力の衰退とともに役夫工米の徴収も滞るようになり、寛正3年（1462年）の内宮遷宮の際の役夫工米徴収を最後として徴収が行われなくなり、式年遷宮も一時中断することとなった。